# Alaksiej Kazłou (polityk)
Alaksiej Maksimawicz Kazłou (biał. Аляксей Максімавіч Казлоў, ros. Алексей Максимович Козлов, Aleksiej Maksimowicz Kozłow; ur. 4 czerwca 1949 w Karmanówce w rejonie białynickim) – białoruski inżynier i polityk, w latach 2008–2012 deputowany do Izby Reprezentantów Zgromadzenia Narodowego Republiki Białorusi IV kadencji.

## Życiorys
Urodził się 4 czerwca 1949 roku we wsi Karmanówka, w rejonie białynickim obwodu mohylewskiego Białoruskiej SRR, ZSRR. Ukończył Mińską Uczelnię Techniczną Nr 10 i Miński Instytut Radiotechniczny, uzyskując wykształcenie inżyniera konstruktora technologa aparatury radiowej. Pracę rozpoczął po zakończeniu Uczelni w 1968 roku jako radiomechanik. Odbył służbę wojskową w szeregach Armii Radzieckiej. W 1976 roku został skierowany do pracy w Zjednoczeniu Produkcyjnym „Intiegrał”. Następnie pracował jako inżynier technolog, mistrz, zastępca kierownika cechu, zastępca sekretarza Komitetu Komunistycznej Partii Białorusi, przewodniczący komitetu zawodowego, kierownik Urzędu ds. Rozwoju Socjalno-Bytowego, zastępca dyrektora generalnego „Intiegrała”.
27 października 2008 roku został deputowanym do Izby Reprezentantów Zgromadzenia Narodowego Republiki Białorusi IV kadencji z Oktiabrskiego Okręgu Wyborczego Nr 97. Pełnił w niej funkcję członka Stałej Komisji ds. Praw Człowieka, Stosunków Narodowościowych i Środków Masowego Przekazu. Wchodził w skład Zgromadzenia Parlamentarnego Organizacji Układu o Bezpieczeństwie Zbiorowym. Był w nim członkiem Stałej Komisji ds. Politycznych i Współpracy Międzynarodowej. Od 13 listopada 2008 roku był członkiem Narodowej Grupy Republiki Białorusi w Unii Międzyparlamentarnej.

## Odznaczenia
- Medal „Za Żołnierską Dzielność”;
- Medal „Za pracowniczą wybitność” (ZSRR);
- Gramota Pochwalna Zgromadzenia Narodowego Republiki Białorusi[1].

## Życie prywatne
Alaksiej Kazłou jest żonaty, ma syna, córkę i dwoje wnucząt.